# Ziarnojadek rudobrzuchy
Ziarnojadek rudobrzuchy (Sporophila minuta) – gatunek małego ptaka z rodziny tanagrowatych (Thraupidae). Jeden z najmniejszych gatunków ziarnojadków występujący w Meksyku, Ameryce Centralnej i północnej Ameryce Południowej. Nie jest zagrożony.

## Systematyka
Gatunek ten jako pierwszy opisał Karol Linneusz w 1758 roku, nadając mu nazwę Loxia minuta. Holotyp pochodził z Surinamu. Obecnie (2021 r.) gatunek umieszczany jest w rodzaju Sporophila. Zwykle wyróżnia się trzy podgatunki:
- S. m. parva (Lawrence, 1883)
- S. m. centralis Bangs & T.E. Penard, 1918
- S. m. minuta (Linnaeus, 1758)

## Morfologia
Mały ptak o przysadzistym, zaokrąglonym dziobie. U samca w kolorze czarnym, u samicy oliwkowo-brązowym. Samce mają szarą głowę, policzki, grzbiet, skrzydła i ogon. Gardło, pierś, brzuch i podbrzusze kasztanowe, różni się od ziarnojadka brązowobrzuchego głównie tym, że okolice pod skrzydłami nie są szare tylko pomarańczowo-brązowe. Oczy czarne z białymi powiekami, szare nogi. Samce mają niewielką białą plamkę u nasady dzioba i białe powieki. Samica jest piaskowo-brązowa, z nieco jaśniejszym brzuchem i czarniawymi skrzydłami, z brązowymi obrzeżami lotek. Samica jest trudno rozróżnialna od innych gatunków ziarnojadków, jeżeli nie towarzyszy jej samiec. Samica ziarnojadka rudobrzuchego może być mylona z ziarnojadkiem brązowobrzuchym. Długość ciała 8,6–9,6 cm, masa ciała 7–9 g.

## Zasięg występowania
Ziarnojadek rudobrzuchy występuje na wysokości do 2200 m n.p.m. (część źródeł podaje inne wartości – do 1100 m). Poszczególne podgatunki zamieszkują:
- S. m. parva – suche nadpacyficzne niziny od zachodniego Meksyku do Nikaragui;
- S. m. centralis – południowo-zachodnia Kostaryka, pacyficzne wybrzeże Panamy;
- S. m. minuta – północna Kolumbia na południe do północno-zachodniego Ekwadoru, na wschód do Wenezueli, Trynidadu i Tobago, regionu Gujana i północnej Brazylii (północno-zachodnia część stanu Amazonas, północna Roraima, Amapá i północna część stanu Pará).

Jest gatunkiem niemigrującym.

## Ekologia
Jego głównym habitatem są otwarte przestrzenie, parki, okolice zamieszkałych budynków, obrzeża dróg, farmy i ogrody. Żywi się głównie ziarnami traw, ale także owocami i stawonogami. Spotykany jest w stadach z innymi ziarnojadkami. Rozmnaża się w okresie od czerwca do sierpnia w Ameryce Centralnej i od kwietnia do września w Kolumbii. Gniazduje w niskich trawach lub na niskich krzakach, w zaroślach jeżyn, dzikiej róży. Składa 2–3 jaja.

## Status i ochrona
W Czerwonej księdze gatunków zagrożonych IUCN ziarnojadek rudobrzuchy od 1988 roku klasyfikowany jest jako gatunek najmniejszej troski (LC, Least Concern). Liczebność światowej populacji, według szacunków organizacji Partners in Flight z 2008 roku, mieści się w przedziale 0,5–5,0 milionów osobników. Zasięg jego występowania według szacunków BirdLife International obejmuje około 7,82 mln km². Ze względu na brak istotnych zagrożeń organizacja BirdLife International uznaje trend liczebności populacji za stabilny.
BirdLife International wymienia 2 ostoje ptaków IBA, w których ten gatunek występuje, są to El Encanto de Guanapalo w Kolumbii i South Central Rupununi w Gujanie.